# Гаусман, Иоганн Фридрих
Иоганн Фридрих Гаусман (нем. Johann Friedrich Ludwig Hausmann; 1782—1859) — немецкий геолог и минералог.

## Биография
Родился 22 февраля 1782 года в Ганновере.
Обучался в Геттингене, где получил степень доктора философии (Ph.D). Через два года после совершения геологической экспедиции по Дании, Норвегии и Швеции, в 1807 году был назначен руководителем государственного горнодобывающего предприятия в Вестфалии; основал шахтную школу в Клаусталь-Целлерфельде в горах Гарца.
В 1811 году Гаусман был назначен профессором технологии и горного дела, а затем геологии и минералогии в Геттингенском университете, который он занимал почти до конца жизни. Кроме того, он был в течение многих лет секретарем Королевской академии наук в Геттингене. В 1813 году он был избран иностранным членом Шведской королевской академии наук.

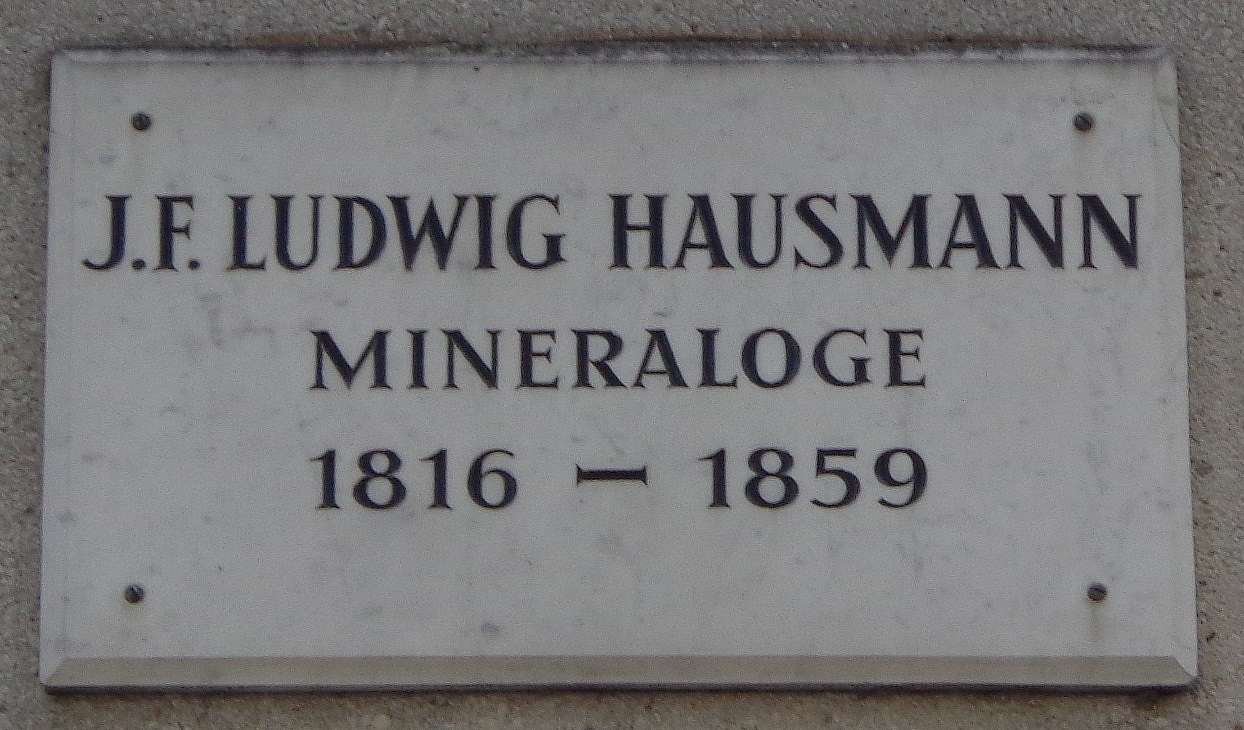
Памятная доска в Гёттингене

Иоганн Гаусман является автором многих трудов, в числе которых работы по геологии и минералогии Испании и Италии, а также Центральной и Северной Европы, описав гипс, пирит, полевой шпат, тахилит и кордиерит на некоторых изверженных породах. В 1816 году вместе с Фридрихом Штромейером он описал минерал аллофан. В 1847 году он придумал название минерала биотит в честь физика Жана-Батиста Био. Также Гаусману приписывают названия минералов пироморфит (1813) и родохрозит (1813).
Умер 26 декабря 1859 года в Геттингене.

### Семья
В 1809 году Иоганн Фридрих Гаусман женился на Вильгельмине, урождённой Lüder (1786—1841). У них в семье было четверо детей:
- Мария (1795—1885),
- Фридрих Лудольф (1810—1880) — минералог, отец музыканта-виолончелиста Роберта Гаусмана.
- Генриетта (1812–1859) — жена геолога Иоганна Эдуарда Ваппеуса.
- Карл Георг Эрнст Фридрих (1816—1879) — прусский генерал-лейтенант.